# Чирки (Казанський район)
Чирки́ (рос. Чирки) — присілок у складі Казанського району Тюменської області, Росія.
Стара назва — Чирково.
Населення — 436 осіб (2010, 472 у 2002).
Національний склад станом на 2002 рік:
- росіяни — 87 %